# SuperGil
SuperGil ou SuperGilberto é um super-herói das histórias em quadrinhos Disney. É o alter-ego do Gilberto, sobrinho do Pateta.
Criado em 1966 por Paul Murry nos EUA, teve sua primeira história criada por brasileiros em 1972, "O castigo vem a cavalo".
SuperGil é um super-herói que, além de possuir super poderes como força, visão raio-X e poder voar, tem uma inteligência acima da média, bem diferente do seu tio, Pateta. E geralmente o que acaba salvando-o e a seu tio é esta inteligência e não os super poderes.
Faz parte do Clube dos super-heróis Disney, apesar de não ser um dos membros originais.

## Nome em outros idiomas
- Alemão: Superalfons
- Dinamarquês: Super-Gilbert
- Finlandês: Superpelle
- Francês: Super Gilbert
- Holandês: Super-Kareltje
- Inglês: Super Gilbert
- Italiano: Super Gilberto
- Norueguês: Super-Ferdinand
- Sueco: Stål-Gilbert